# Periptyches festiva
Periptyches festiva är en ringmaskart som beskrevs av Grube 1873. Periptyches festiva ingår i släktet Periptyches och familjen Spionidae. Inga underarter finns listade i Catalogue of Life.